# Liu Pai Lin

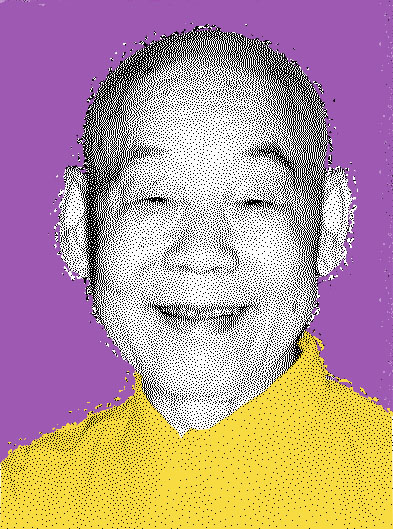
Mestre Liu Pai Lin (劉百齡)

Mestre Liu Pai Lin (Chinês Tradicional: 劉百齡 ; Chinês Simplificado: 刘百龄; Pinyin: liú bǎi líng) (Tianjin, 8 de dezembro de 1907 — São Paulo, 3 de fevereiro de 2000), general aposentado pelo exército chinês, é um dos introdutores da Medicina Tradicional Chinesa no Brasil. Divulgou por todo o país a prática do Tai Chi Pai Lin (太極百齡), oferecendo também cursos de formação em Massagem Tui Na e Meditação Tao Yin.
Naturalizado brasileiro, Liu Jen Yu (chinês tradicional: 劉君瑜; pinyin: liú jūn  yú) é o nome que encontramos em seus documentos. O Mestre adotou o nome Pai Lin (bailing), que em chinês significa cem anos, para expressar seu desejo de que todas as pessoas possam ter uma vida longa e saudável: "Não é só o meu próprio nome, mas o de todos que se dediquem de coração a essas práticas." (Mestre Liu Pai Lin, 1992)

## Mestre do Tao
Na introdução de seu artigo Mestres do Tao: tradição, experiência e etnografia (link entre as "páginas externas"), José Bizerril Neto destaca que: "A ideia de conhecimento no taoismo baseia-se em uma noção pragmática: conhece-se por experiência pessoal corporificada o legado da tradição."
Assim, afirma que nas linhagens taoistas "as conquistas da longevidade, da saúde, da graciosidade, da vivacidade do espírito e da espontaneidade são índices de compreensão do Tao, de realização espiritual. O mestre literalmente encarna a sabedoria."
Falando especificamente sobre o Mestre Liu, Bizerril faz o seguinte depoimento: "Aos noventa e poucos anos, Liu Pai Lin era idoso, mas sem sinais visíveis de decrepitude: a pele e os músculos ainda firmes, as articulações e tendões flexíveis, os dentes em bom estado. Os olhos brilhantes transpareciam uma inteligência viva e rápida. Capaz de trabalhar por horas a fio como médico ou palestrante, aparentemente sem se esgotar. Parte de seu prestígio derivava daquilo que ele expressa constantemente pelo corpo."
O título de Mestre que Liu Pai Lin recebeu não se refere apenas ao seu trabalho de ensino ou ao grau de realização que atingiu nas práticas taoistas, é também um reconhecimento dado pelos mestres das linhagens a que pertence a quem assume de coração a missão de divulgar o conhecimento do Tao.

## Iniciação no Taoismo
Ainda criança começa a estudar as artes taoístas com seu tio-avô Liu Yunpu (Liu Yuen Pu), reconhecido na China como um Grande Mestre Taoista.
Catherine Despeux, em sua tradução do Tratado de Alquimia e Medicina Taoísta de Zhao Bichen, comenta que o Mestre autor deste tratado foi o segundo discípulo do Mestre Liu Yunpu, que era "originário da cidade de Titou, próxima a Tianjin, na província de Hebei. Em sua juventude praticou artes marciais e viajou muito por todo o país pondo em prática o espírito cavalheiresco chinês. Se estabeleceu durante um tempo como comerciante no distrito de Changpin. Faleceu com 93 anos."
O Mestre Liu comentava que ter lido notícias da divulgação sobre o conhecimento de Tui Na no Ocidente a partir de ocidentais que aprenderam a técnica com alunos de seu tio-avô ser um dos motivos que o levou a se dedicar à transmissão deste tipo de terapia no Brasil.
Prosseguindo seus estudos, o Mestre Liu foi iniciado nas seguintes linhagens taoistas:
- pertence à 11ª geração da linhagem da Porta do Dragão (龍門派) (Longmen pai), famosa escola de alquimia interior da tradição do norte da China. Foi discípulo direto do Mestre Liao Kun (Liaokong Shizun);
- representa a 5ª geração da linhagem da Montanha Dourada (金山派) (Jinshan pai). A foto do Mestre Tanbai (Laisheng zhenren) era uma das presentes em seu espaço de treino;
- Kun Lun Chien Shan (崑崙派). Em Taiwan foi discípulo direto do Mestre Liu Peizhong (劉培中). Este Mestre é citado pela sinóloga Despeux ao explicar os métodos de circulação de energia em seu livro Tai-Chi Chuan: arte marcial, técnica de longa vida.;
- e Fuchow.

Aprendeu com o longevo Mestre Li Ching Yuen a suprema importância do cultivo do Vazio (Wu Wei).
O Mestre Liu enfatizava que o Taoismo praticado e divulgado por ele não é o Taoismo religioso, nem se trata da prática de uma seita.
Sua transmissão é um conhecimento de natureza espiritual, onde a tradição de uma linhagem e a iniciação são tratadas de forma laica. Esta distinção entre o Taoismo enquanto religião (Taochiao) e enquanto filosofia de vida (Taochia) é uma questão antiga na cultura chinesa.

## Formação em Tai Chi Chuan
No Tai Chi Chuan é discípulo de dois Grandes Mestres:
- Yang Chengfu (楊澄甫), (1883-1936), com quem estudou o Estilo Yang;
- e Chang Chin Ling (Zhang Qin Ling, 張欽霖) (1887-1967~), que lhe ensinou além do Estilo Yang um outro estilo taoista.

Durante a época em que serviu como militar, o Mestre Liu Pai Lin costumava receber e conversar com praticantes das diversas tradições espirituais e modalidades de artes marciais chinesas.
A vinda do Mestre Liu  para o Brasil em 1975 e sua obra de divulgação do Tai Chi Chuan pode ser considerada como parte de uma diáspora que divulgou esta tradição por todo o mundo. Outros exemplos deste movimento são seus irmãos de treinamento (termo que significa que compartilham mestres) Mestre Ma Tsun Kuen (馬存坤), que em 1973 mudou-se para Buenos Aires, Argentina, e Mestre Cheng Man Ching, que em 1964 transferiu-se para Nova York, Estados Unidos.
O Mestre Liu Pai Lin recebeu em 1993 o título de Presidente de Honra da Associação Internacional de Tai Chi Chuan de Taiwan (República da China), diploma oferecido pelos famosos Mestres Yang Yu Zhen (楊玉振) e Wang Yen Nien (王延年).

## Carreira militar
Na China ingressa aos 17 anos na Academia Militar de Huang Pu (黃埔軍校, pinyin Huángpŭ Jūnxiào), onde se forma com destaque em 1928, na 6ª turma desta renomada escola.
Na carreira militar atinge o posto de general, chegando a comandar 60 mil homens. Durante este período de sua vida procurou usar seus conhecimentos do Taoismo para beneficiar seus comandados.
O Mestre Liu Pai Lin serve o exercito chinês durante um período de grandes conflitos.
Desde 1937 China e Japão estão envolvidos na Segunda Guerra Sino-Japonesa, a guerra se prolonga na Segunda Guerra Mundial, e mesmo com seu término os conflitos continuam devido à Guerra Civil Chinesa, relacionada à Revolução Comunista liderada por Mao Tse Tung (毛澤東).
Esta experiência real de combate aprofunda sua compreensão de que numa era onde as batalhas são disputadas com armamentos modernos que vão de metralhadoras a bombas atômicas não faz sentido aprender o Tai Chi Chuan apenas para vencer um inimigo exterior.
Sofre sete grandes lesões em guerra, sendo as piores nos joelhos. Recupera-se através dos treinamentos taoistas que pratica diariamente.
Em 1948 é convocado por Chiang Kai-shek (蔣介石) a participar da retirada dos republicanos para Taiwan.

## Experiência de quase morte

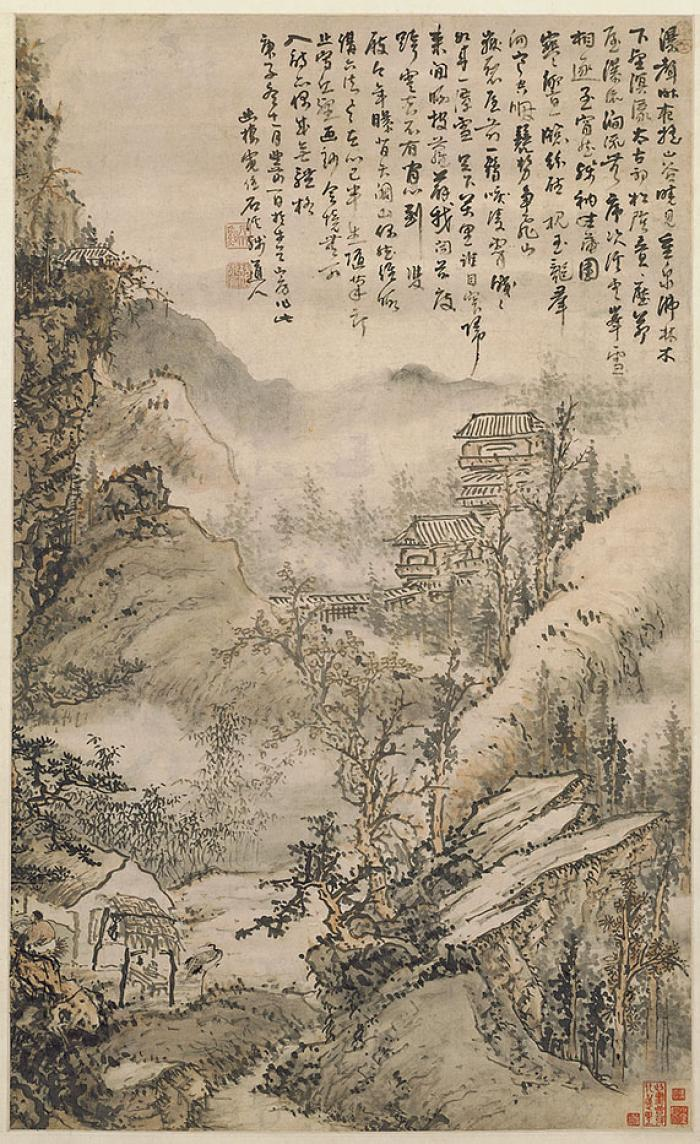

O Mestre Liu relatou diversas vezes em suas palestras uma experiência que o marcou neste período de guerras, incentivando sua busca de realização nas práticas taoistas: durante uma epidemia de tifo, foi dado como morto; seu corpo chegou a ser velado, o caixão estava pronto para recebê-lo, seus pertences foram distribuídos entre colegas.
Contava que percebeu-se num local onde o corpo de alguém parecido com ele estava sendo velado. Depois passeou pelas montanhas da região, indo a um local de difícil acesso onde reparou numa determinada placa. Voltando reconheceu que era seu o corpo que estavam velando, sentindo que ainda não estava preparado para esta transição, procurou retornar, surpreendendo a todos os presentes com seu despertar.
Já recuperado ordenou a alguns de seus soldados que fossem até o local onde em seu passeio teria visto aquela placa. Eles retornaram confirmando a existência da placa, com o mesmos escritos que ele observara sem nunca ter ido ao local. Seu relato desta experiência de quase-morte foi publicado em diversos jornais chineses da época.

## Vinda para o Brasil
Em Taiwan casou-se com Liang Pei Yu, com quem teve 6 filhos.
Já aposentado da carreira militar, vem para São Paulo em 1975 em visita a familiares. Seu primeiro aluno brasileiro, Augusto Leitão, ainda adolescente, o encontrou por acaso ao passar por uma floricultura destes familiares no bairro da Vila Mariana, onde o viu praticando Espada Tai Chi. O Mestre Liu gostou do país e da amabilidade dos brasileiros, logo começa a dar aulas de Tai Chi Chuan fixando-se no salão da Missão Católica Chinesa.
A coragem de iniciar já com quase 70 anos uma nova vida em um país tão distante e distinto do seu demonstram sua vitalidade e seu espírito jovial. Casa-se no Brasil com Geni Chen em 1983. No mesmo ano funda na cidade de São Paulo o Instituto Pai Lin de Cultura e Ciência Oriental, onde além de oferecer seus cursos atende pacientes restabelecendo seu equilíbrio energético através do Tui Na, da fitoterapia chinesa, e da prática do Tai Chi Pai Lin.
Em 1991 cria com a colaboração de Jerusha Chang a Associação Tai Chi Pai Lin, instrumento para ampliar a divulgação de seus ensinamentos e garantir a continuidade de sua transmissão.

## Divulgação da Medicina Tradicional Chinesa

Diagrama do Taiji

O crescente reconhecimento de seu trabalho traz convites para participar de entrevistas em jornais, revistas e televisão, além de diversos congressos e seminários relacionados à área da saúde, onde divulga amplamente estas práticas associadas à Medicina Tradicional Chinesa.
A partir de 1985, seu renome internacional o leva a realizar diversos seminários na Argentina e no México. Viaja também ao Japão para dar palestras, onde seu discípulo Kenichi Shioda (塩田憲一) publica em 1995 um livro sobre as práticas do Tai Chi Pai Lin,  "Transmissão dos Mistérios do Chi Kung da Linhagem Taoista.".
Convidado pelo reitor Pierre Weil, assumiu a função de Diretor de Instrução de Longevidade da Universidade da Paz (UNIPAZ), em Brasília, ministrando cursos de formação nas suas unidades em Brasília e Rio de Janeiro. Em 1994 cria dentro da UNIPAZ o Instituto Tao de Saúde e Longevidade da Universidade Holística Internacional de Brasília
Apesar de ter aprendido a falar um pouco de português o Mestre Liu preferia realizar suas palestras em chinês por assim ter mais fluência ao falar de conceitos mais profundos associados ao taoismo.
Seus tradutores mais frequentes foram discípulos ou membros da família como Maria Lucia Lee, Jerusha Chang, Tsai Shien Jong, seu filho Liu Chih Ming, e suas netas Nana Liu e Cinthia Liu.

## Diagnóstico e tratamento segundo a medicina taoista
O programa Globo Repórter, em uma edição da década de 1990 dedicada aos problemas da coluna, reservou um segmento para acompanhar o diagnóstico e o tratamento pelo Mestre Liu Pai Lin de uma pessoa com este problema.
O paciente era um praticante dedicado de capoeira que estava exercitando sua arte com restrições devido às dores.
O programa o acompanha em sua consulta ao Mestre Liu, e tanto o paciente quanto o repórter se surpreendem com o diagnóstico de que o problema não seria apenas algo local, mas parte de um processo devido ao desequilíbrio de diversos meridianos, ocasionado pelo excesso de exercícios.

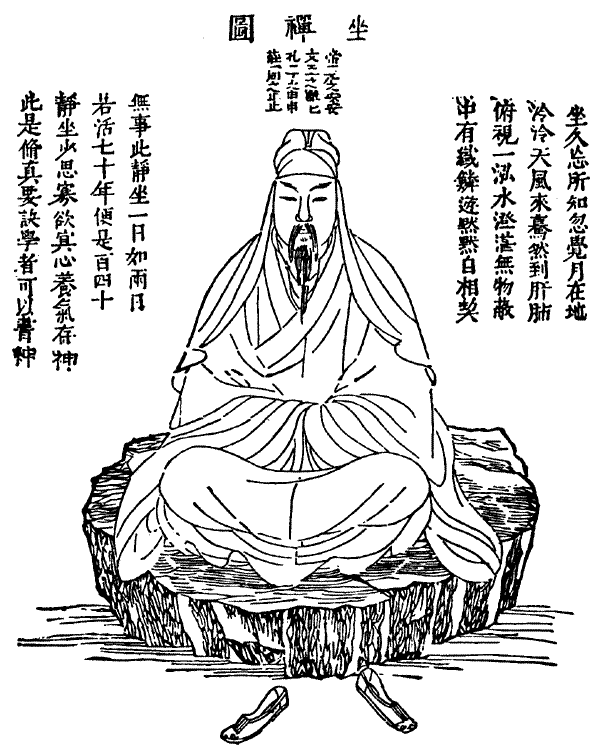
A prática da meditação Tao Yin é necessária tanto ao paciente quanto ao terapeuta

O diagnóstico pela medicina tradicional chinesa considera: a entrevista ao paciente; sua aparência, avaliando alterações em diversos locais como os olhos e a língua; a reação ao toque em pontos reflexos específicos nos meridianos, nos pés, na barriga; a percepção das alterações nos órgãos e vísceras através da análise do pulso; e a percepção do fluxo de energia vital pelo terapeuta.
Segundo a transmissão taoísta, para ser capaz de realizar este diagnóstico de energia é necessário que o próprio terapeuta cultive a sua energia vital através das práticas do Tao Yin.
O tratamento indicado pelo Mestre Liu incluiu sessões da massagem Tui Na, receitas de chás da fitoterapia chinesa, e a indicação do aprendizado das práticas de Chi Kung e de meditação que integram o Tai Chi Pai Lin. O programa o acompanha em alguns destes momentos.
O próprio paciente comenta no final da reportagem que percebe melhoras, mas que entende que o tratamento proposto é de médio a longo prazo.
Esta compreensão condiz com os princípios da medicina taoista, que enfatiza a necessidade de reconhecer de acordo com o I Ching como a situação da saúde do paciente se insere em seu momento de vida e quais as perspectivas de mudança.
A proposta de tratamento através das práticas taoistas considera que é necessário ao paciente ter instrumentos para manter por si mesmo sua saúde em equilíbrio após tratar o problema emergencial/local que o levou a procurar o tratamento.

## Cursos de formação taoista
Além do período reservado às práticas taoistas, a programação dos cursos oferecidos pelo Mestre Liu dedicava a maior parte do tempo para suas palestras, organizadas em torno de quatro temas interligados:
- a filosofia de Lao Zi e a transmissão dos Seres Iluminados (em chinês este têrmo designa os indivíduos que atingiram um alto grau de realização espiritual) como fundamentos das práticas taoistas.
- o estudo dos princípios taoistas na Medicina Tradicional Chinesa através do aprendizado da massagem Tui Na e da Fitoterapia Chinesa.
- a realização espiritual através da meditação taoista Tao In (Sentar a Calma).
- a compreensão taoista do I Ching como revelação dos ciclos de mutação na natureza e de como nos situar em relação ao nosso momento de vida.

A Mestra Jerusha Chang continua a seguir esta mesma estrutura nos cursos promovidos pela Associação Tai Chi Pai Lin.

## Reconhecimento
Como agradecimento e reconhecimento da importância de seu trabalho,  em 1990 a Câmara Municipal de São Paulo homenageou o Mestre Liu Pai Lin com a Medalha Anchieta e o Diploma de Gratidão da Cidade, lhe atribuindo o título de Cidadão Paulistano. No dia 13 de setembro de 1992 é realizada uma grande reunião de praticantes de Tai Chi Pai Lin em sua homenagem no Vale do Anhangabaú.
O Mestre Liu recebe em 1994 o Diploma de Honra ao Mérito da Cidade de Belo Horizonte. Em 1997 é agraciado com o título de Cidadão Brasiliense, e em 1999 com o de cidadão Ribeirãopretano.
Seu filho, Mestre Liu Chih Ming (刘之明) (劉之明), é um renomado acupunturista, iniciado por ele nas linhagens taoístas.
Dedica-se como o pai à transmissão dos conhecimentos recebidos destas linhagens.
Ele criou no CEMETRAC (Centro de Estudos da Medicina Tradicional e Cultura Chinesa) o Memorial do Grande Mestre Liu Pai Lin, onde reúne objetos de uso pessoal, textos, fotos e homenagens recebidas por seu pai.
Neste local anualmente celebra-se uma cerimônia em sua homenagem.

## Passagem

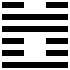
"Seguir" (sui), o hexagrama 17 do I Ching.

No início de 2000, em uma de suas últimas palestras em Atibaia, comentou que no final de 1999 tinha conversado com sua esposa dizendo que no próximo ano não mais estaria neste mundo, partiria aos 93 anos, como seu tio-avô (nota: os chineses consideram que o recém nascido tem 1 ano de idade).
Contou que na virada do ano de 1999 para 2000 ela quase não dormiu, acordando diversas vezes para verificar se ele ainda respirava, mas no dia seguinte sossegou e esqueceu do assunto.
Neste último encontro  com seus alunos e discípulos falou diversas vezes sobre o sentido do hexagrama 17 do I Ching "Seguir" (sui). Contrariando seus hábitos, não assumiu compromissos de novos cursos para o ano que se iniciava.
A passagem do Mestre Liu Pai Lin ocorreu entre o final do dia 2 de fevereiro e o início do dia 3, data que no ano 2000 correspondeu exatamente ao início do ano novo segundo o calendário chinês.

## Mensagem para os jovens
No final de 1999 o Mestre Liu gravou a pedido da MTV uma vinheta com uma mensagem dirigida aos jovens, traduzida por Jerusha Chang.
Nesta mensagem ele fala da necessidade do jovem aprender a realizar três transformações:
- Transformar a violência em amor humanitário.
- Transformar a agitação em serenidade e espiritualidade.
- Transformar a vida curta em vida longa.